# Костенко Михайло Іванович
Костенко Михайло Іванович (?, містечко Великі Будища Зіньківського повіту Полтавської губернії - ?) – юрист. 

## Життєпис
Син священика. 
Був військовим слідчим у Полтаві, членом військового суду в Сибіру. Під час війни на Далекому Сході – голова військового суду в Порт-Артурі. 
1912 року був прокурором Київського військового суду. Автор книги «Облога і здача фортеці Порт-Артура».

## Праці
- Костенко М.И. Осада и сдача крепости П.-Артур : мои впечатления [Архівовано 14 травня 2018 у Wayback Machine.] / председатель военного суда в крепости генерал-майор М. И. Костенко. - 2-е изд., испр. и доп., с 2-мя приложениями. - Киев : типография Окружного штаба, 1907. - [2], IV, 327 с., [1] л. карт. ; 26 см. 1. Русско-японская война 1904-1905 гг. (коллекция). 2. Власть (коллекция). 3. Народ (коллекция). 4. Порт-Артура оборона -- 1904 - 1905 -- Воспоминания, записки и т.п.